# 巴布熊貓
《巴布熊貓》是中国首部以熊猫为主题的动画片集，並获得了多个獎项。由成都市火车头文化传播有限公司于2006年制作，同年10月在成都电视台少儿频道及其他省市电视台播出。曾入选2006年度第一批优秀国产动画片。2007年1月在中央电视台少儿频道播出。其后亦制作第二部巴布熊猫成语系列。

## 故事概要
故事围绕他们日常生活中发生的事情。在这个家庭中，每位成员各怀一身独特的武功，这些武功会融入他们的生活当中，很多在现实生活中意想不到的事情会发生。

## 登场人物

### 巴布一家
- 巴布
- 巴曲
- 伊利
- 素芝
- 巴比

## 各集标題
- 1.音乐与梦
- 2.夺回巴比大作战
- 3.其实……是我
- 4.疯狂素芝
- 5.妈妈的特制料理
- 6.丢失的棉花（上）
- 7.丢失的棉花（下）
- 8.减肥总动员
- 9.汽车风波
- 10.巴比作鱼饵，成功钓大鱼
- 11.奶粉危机
- 12.家里多了个新成员
- 13.结婚纪念日
- 14.傻鼠三杰
- 15.不平常的家访
- 16.寻宝
- 17.巴布装病
- 18.笨贼的故事
- 19.我和爸爸的秘密
- 20.公车站-外籍美女
- 21.大扫除
- 22.巴布梦游记
- 23.可怕的复仇
- 24.我要做空姐
- 25.妈妈病了，我来照顾她
- 26.巴布练功